# 레드 폭스

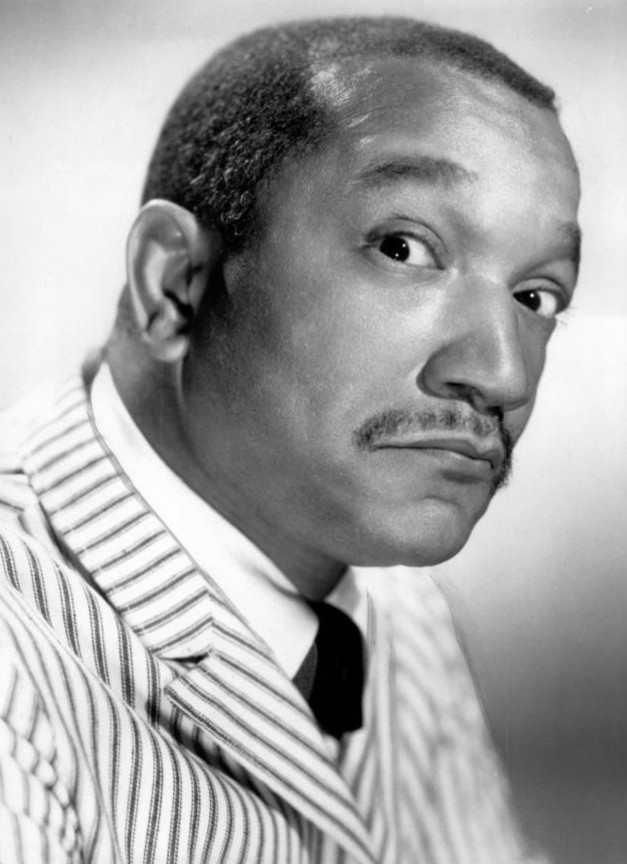

레드 폭스(John Elroy Sanford, 1922년 12월 9일 ~ 1991년 10월 11일)는 미국의 텔레비전 배우, 배우, 희극 배우이다.
세인트루이스에서 태어났으며 로스앤젤레스에서 사망하였다. 사인은 심근 경색이다.

## 영화
- 할렘 나이트 (1989년)
- 샌포드 앤 선 (1972년) - 프레드 G. 샌포드 역